# Aiyang Tlang
Aiyang Tlang (bengalisch আইয়াং ত্লং) ist ein Berg in Bangladesch. Er liegt an der Grenze zu Myanmar.
Van Rausang Baum von der örtlichen „Baum Ethnic Community“ des „Dalian Para“ in „Remakri“, Tanchi Upazila im Distrikt Bandarban, ist die erste Person, der ihn entdeckte.
Am 13. November 2019 bestieg der Ingenieur Jyotirmoy Dhar als erster namentlich bekannte Bangladescher den Gipfel des Aiyang Tlang. Jyotirmoy Dhar ermittelte die Koordinaten des Gipfels. Seine Höhe wurde mit einem GPS-Gerät zu 3298 Fuß (1005 m) über dem Meeresspiegel bestimmt.
Der Erstbesteiger benannte den Gipfel „Rinir Chura“ (‚Rinis Gipfel‘) und den Hügel „Rinir pahar“ (‚Rinis Hügel‘) nach seiner Frau Rini Dhar.